# Microhylidae
- Commons
- Wikispecies

Microhylidae é uma família de anfíbios da ordem Anura.

## Taxonomia
A família está dividida em 11 subfamílias:
- Subfamília indeterminada
  - Gênero Adelastes Zweifel, 1986
  - Gênero Altigius Wild, 1995
  - Gênero Arcovomer Carvalho, 1954
  - Gênero Hyophryne Carvalho, 1954
  - Gênero Melanophryne Lehr & Trueb, 2007
  - Gênero Myersiella Carvalho, 1954
  - Gênero Relictivomer Carvalho, 1954
  - Gênero Stereocyclops Cope, 1870
  - Gênero Syncope Walker, 1973
- Subfamília Asterophryinae Günther, 1858
  - Gênero Albericus Burton & Zweifel, 1995
  - Gênero Aphantophryne Fry, 1917
  - Gênero Asterophrys Tschudi, 1838
  - Gênero Austrochaperina Fry, 1912
  - Gênero Barygenys Parker, 1936
  - Gênero Callulops Boulenger, 1888
  - Gênero Choerophryne Van Kampen, 1914
  - Gênero Cophixalus Boettger, 1892
  - Gênero Copiula Méhely, 1901
  - Gênero Gastrophrynoides Noble, 1926
  - Gênero Genyophryne Boulenger, 1890
  - Gênero Hylophorbus Macleay, 1878
  - Gênero Liophryne Boulenger, 1897
  - Gênero Mantophryne Boulenger, 1897
  - Gênero Metamagnusia Günther, 2009
  - Gênero Oninia Günther, Stelbrink, & von Rintelen, 2010
  - Gênero Oreophryne Boettger, 1895
  - Gênero Oxydactyla Van Kampen, 1913
  - Gênero Paedophryne Kraus, 2010
  - Gênero Pherohapsis Zweifel, 1972
  - Gênero Pseudocallulops Günther, 2009
  - Gênero Sphenophryne Peters & Doria, 1878
  - Gênero Xenorhina Peters, 1863
- Subfamília Cophylinae Cope, 1889
  - Gênero Anodonthyla Müller, 1892
  - Gênero Cophyla Boettger, 1880
  - Gênero Madecassophryne Guibé, 1974
  - Gênero Mini Scherz, Hutter, Rakotoarison, Riemann, Rödel, Ndriantsoa, Glos, Roberts, Crottini, Vences, and Glaw, 2019
  - Gênero Platypelis Boulenger, 1882
  - Gênero Plethodontohyla Boulenger, 1882
  - Gênero Rhombophryne Boettger, 1880
  - Gênero Stumpffia Boettger, 1881
- Subfamília Dyscophinae Boulenger, 1882
  - Gênero Dyscophus Grandidier, 1872
- Subfamília Gastrophryninae Fitzinger, 1843
  - Gênero Chiasmocleis Méhely, 1904
  - Gênero Ctenophryne Mocquard, 1904
  - Gênero Dasypops Miranda-Ribeiro, 1924
  - Gênero Dermatonotus Méhely, 1904
  - Gênero Elachistocleis Parker, 1927
  - Gênero Gastrophryne Fitzinger, 1843
  - Gênero Hamptophryne Carvalho, 1954
  - Gênero Hypopachus Keferstein, 1867
  - Gênero Nelsonophryne Frost, 1987
- Subfamília Hoplophryninae Noble, 1931
  - Gênero Hoplophryne Barbour & Loveridge, 1928
  - Gênero Parhoplophryne Barbour & Loveridge, 1928
- Subfamília Kalophryninae Mivart, 1869
  - Gênero Kalophrynus Tschudi, 1838
- Subfamília Melanobatrachinae Noble, 1931
  - Gênero Melanobatrachus Beddome, 1878
- Subfamília Microhylinae Günther, 1858
  - Gênero Calluella Stoliczka, 1872
  - Gênero Chaperina Mocquard, 1892
  - Gênero Glyphoglossus Günther, 1869
  - Gênero Kaloula Gray, 1831
  - Gênero Metaphrynella Parker, 1934
  - Gênero Microhyla Tschudi, 1838
  - Gênero Micryletta Dubois, 1987
  - Gênero Phrynella Boulenger, 1887
  - Gênero Ramanella Rao & Ramanna, 1925
  - Gênero Uperodon Duméril & Bibron, 1841
- Subfamília Otophryninae Wassersug & Pyburn, 1987
  - Gênero Otophryne Boulenger, 1900
  - Gênero Synapturanus Carvalho, 1954
- Subfamília Phrynomerinae Noble, 1931
  - Gênero Phrynomantis Peters, 1867
- Subfamília Scaphiophryninae Laurent, 1946
  - Gênero Paradoxophyla Blommers-Schlösser & Blanc, 1991
  - Gênero Scaphiophryne Boulenger, 1882